# جون ك. سايدبوتوم
كان جون كيرشيفال سايدبوتوم الحاصل على وسام الإمبراطورية البريطانية (1880–1954)، من هواة جمع الطوابع البريطانيين الذي وقع على قائمة هواة جمع الطوابع المتميزين في عام 1949.